# Giovanni Garau
Giovanni Garau (Cagliari, 3 marzo 1917 – Battaglia del convoglio Duisburg, 9 novembre 1941) è stato un militare e marinaio italiano, decorato di medaglia d'oro al valor militare alla memoria nel corso della seconda guerra mondiale.

## Biografia

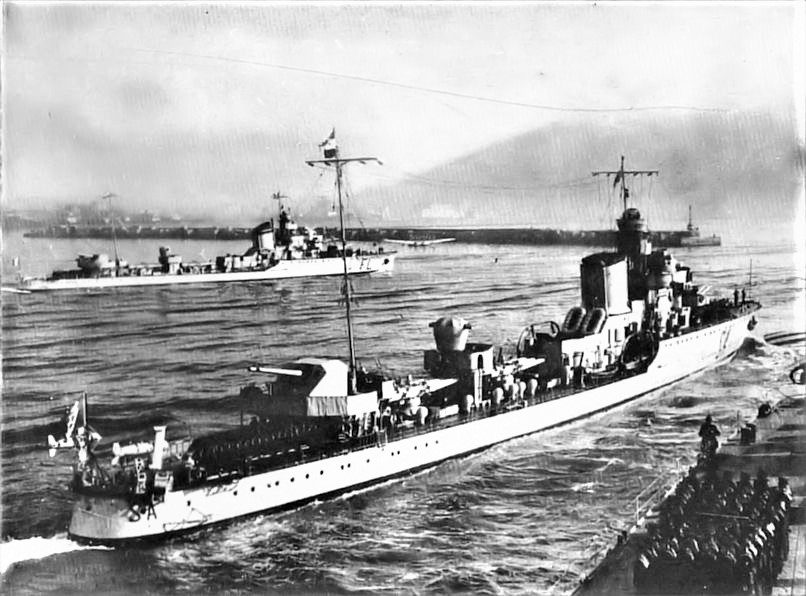
Il Fulmine (a sinistra) ed il cacciatorpediniere Saetta

Nacque a Cagliari il 3 marzo 1917 figlio di un magistrato. Il 12 gennaio 1935 iniziò a frequentare i corsi della Regia Accademia Navale di Livorno, uscendone nel giugno del 1937 con la nomina a guardiamarina ed il 1º gennaio 1939 ebbe la promozione a sottotenente di vascello. Dopo brevi imbarchi su unità siluranti di superficie, i cacciatorpediniere Camicia Nera e  Alvise da Mosto, il 20 novembre 1939 si imbarcò sul cacciatorpediniere Turbine, di base a Tobruk e con il quale si distinse nell'incarico di Direttore del Tiro, dove ed ottenne un encomio per la condotta del tiro durante uno scontro navale.
Il marinaio RT Mario Panfili del Turbine riferisce, in un suo libro di memorie, che stv Garau era «un po' rigido […] un fanatico della disciplina, esigeva sempre il saluto […]». Nell'ottobre 1940 in navigazione verso Palermo, durante un'accesa discussione con il personale di macchina, che si lamentava delle lunghe permanenze in mare e dello scarso vitto, Garau fu spinto in mare da questi marinai e fu recuperato dall'Euro, che era di poppa al Turbine sotto rimorchio per danni subiti nel luglio.
I marinai macchinisti autori dell'aggressione a un ufficiale furono consegnati a Napoli, presso la caserma Santa Maria per alcuni giorni ma poi rilasciati perché ritenuti indispensabili per una nave che era molto impegnata alle scorte ai convogli per la Tripolitania. 
Per questi gravi fatti furono sbarcati dal Turbine sia il comandante, CC Aldo Naccari che il stv Giovanni Garau che furono assegnati rispettivamente al ct Cesare Battisti della 3ª squadriglia a Massaua (in pratica da TB a BT) e al ct Fulmine dell'8ª squadriglia.
Il 5 gennaio 1941 Garau quindi si imbarcò sul cacciatorpediniere Fulmine quale direttore di tiro. Conseguì la promozione a tenente di vascello il 22 ottobre dello stesso anno.
Durante la missione di scorta a convoglio Duisburg nel Mediterraneo centrale, il 9 novembre 1941 il Fulmine venne ripetutamente e gravemente colpito dal fuoco di una potente formazione navale inglese. Con l'unità oramai immobilizzata e prossima all'affondamento, diresse, stando in coperta il tiro dell'unico complesso di prora da 120/50 efficiente, arrecando alcuni danni alle unità inglesi. Quando la nave stava per affondare rifiutò di porsi in salvo, provvedendo invece al personale dipendente. Rimase insieme al comandante del cacciatorpediniere, capitano di corvetta Mario Milano, gravemente ferito nell'azione, seguendone la sorte. Fu insignito della medaglia d'oro al valor militare alla memoria.
L'associazione Marinai d'Italia ANMI sede di Cagliari è intitolata alla MOVM TV Giovanni Garau.
Un fratello, Carlo (nato a Cagliari il 29 gennaio 1919) tenente del 3º reggimento bersaglieri, cadde in Russia il 22 dicembre 1942. Un altro fratello più giovane, Lorenzo devenne generale nel dopoguerra.